# 富山市2000年体育館
富山市2000年体育館（とやましにせんねんたいいくかん、英: Toyama City 2000 Gymnasium）は、富山県富山市天正寺に所在する体育館である。2000年とやま国体秋季大会の会場（バスケットボール成年男子）および富山市東部の生涯スポーツ施設として2000年4月22日に竣工。

## 施設概要
鉄筋コンクリート造一部鉄骨2階建て、延床面積約2,500m2

### 1階
- アリーナ（延床面積 1,269m2、バスケットボールコート2面がとれる[1]）
- 駐車場（48台）

### その他
- 更衣室・シャワー室
- 会議室
- 多目的トイレ（おむつ交換台有）

## 交通アクセス
- 地鉄バス（富山駅）金経由立山町行、天正寺停留場より徒歩 5分